# Sichuan-Kurzschwanzspitzmaus
Die Sichuan-Kurzschwanzspitzmaus (Blarinella quadraticauda) ist eine Spitzmausart aus der Gattung der Asiatischen Kurzschwanzspitzmäuse (Blarinella). Sie kommt in einem begrenzten Teil der Volksrepublik China vor.

## Merkmale
Mit einer Kopf-Rumpf-Länge von 6,5 bis 8,1 Zentimetern zählt die Art zu den mittelgroßen Spitzmausarten und ist zugleich die größte Art der Gattung. Der Schwanz erreicht eine Länge von 40 bis 60 Millimetern und der Hinterfuß von 13 bis 16 Millimetern; wie bei allen Arten der Gattung ist der Schwanz damit sehr kurz, jedoch länger als der anderer Blarinella-Arten. Die Art entspricht in ihrem Aussehen Blarinella griselda, ist jedoch etwas größer. Die Rücken- und Bauchfärbung ist einheitlich dunkelbraun ohne grau-braune Einschläge, wobei die Bauchseite, die Oberseite der Füße und der Schwanz ebenso dunkel oder sogar etwas dunkler sind.
| 1 | · | 5 | · | 1 | · | 3 | = 32 |
| 1 | · | 1 | · | 1 | · | 3 | = 32 |

Der Schädel hat eine maximale Länge von 20 bis 22 Millimetern. Wie alle Arten der Gattung besitzt die Art im Oberkiefer pro Hälfte einen Schneidezahn (Incisivus) und danach fünf einspitzige Zähne, einen Vorbackenzahn (Praemolar) und drei Backenzähne (Molares). Im Unterkiefer besitzt sie dagegen einen einzelnen Eckzahn (Caninus) hinter dem Schneidezahn. Insgesamt besitzen die Tiere somit 32 Zähne.

## Verbreitung

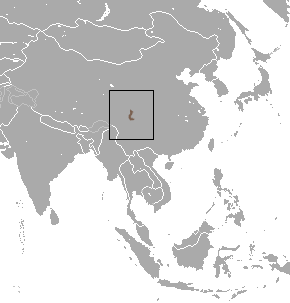
Verbreitungsgebiete von Blarinella quadraticauda

Die Sichuan-Kurzschwanzspitzmaus kommt nur in einem begrenzten Teil der Volksrepublik China in der Provinz Sichuan in Höhenlagen von 1500 bis 3000 Metern vor.

## Lebensweise
Über die Lebensweise dieser Art liegen wie bei allen Arten der Gattung kaum Daten vor. Wie alle Spitzmäuse ernähren sich auch diese Arten von Insekten. Die Art lebt vor allem in Nadelwaldgebieten der Höhenlagen zwischen 1500 und 3000 Metern im Bereich von Flüssen, kann jedoch auch in Sekundärwald abseits der Flüsse gefunden werden.

## Systematik
Blarinella quadraticauda wird als eigenständige Art innerhalb der Gattung der Asiatischen Kurzschwanzspitzmäuse (Blarinella) eingeordnet, die aus drei Arten besteht. Die wissenschaftliche Erstbeschreibung stammt von Henri Milne-Edwards aus dem Jahr 1872. Zeitweise wurden sowohl Blarinella griselda wie auch Blarinella wardi, die beiden anderen Arten der Gattung, Blarinella quadraticauda als Unterarten zugeschlagen.
Innerhalb der Art werden neben der Nominatform keine Unterarten unterschieden.

## Bedrohung und Schutz
Die Art wird von der International Union for Conservation of Nature and Natural Resources (IUCN) aufgrund des relativ kleinen Verbreitungsgebiets sowie der Bedrohung der Bestandsgröße durch Lebensraumveränderungen in die Vorwarnliste („near threatened“) eingestuft, wobei sie nahe an einer Listung als bedrohte Art steht. Gefährdungen für die Art gehen vor allem durch die Abholzung von Waldgebieten in ihrem Verbreitungsgebiet und die Umwandlung in landwirtschaftliche Flächen und Besiedlungsraum aus.